# Ізюмський тепловозоремонтний завод
Ізюмський тепловозоремонтний завод (ВАТ «Ізюмський тепловозоремонтний завод», ІТРЗ) — завод з ремонту тепловозів, розташований у місті Ізюм Харківської області.
Площа виробничих потужностей — 33 га. Виробничі потужності розраховані на капітальний ремонт до 750 секцій тепловозів 2ТЕ10М та 2ТЕ116 на рік. Ізюмський тепловореонтний завод є найбільшим заводом залізничного транспорту на території колишнього СРСР.

## Історія

### У царській Росії
У 1912 році почалось спорудження при станції Ізюм німецькою фірмою «Карл Брандт» залізничних майстерень, і 1915 року було відкрито Головні ізюмські залізничні майстерні Північно-Донецької залізниці. На ньому ремонтуються паровози серії Ов і вагонів, а під час Першої світової війни випускались корпуса снарядів та ручних гранат, ремонтувалась зброя. На підприємстві працювало 500 осіб. Пізніше на заводі ремонтувались паровози серій Щ, Е, С, Б, ФД.

### Завод у радянські часи
1922 року при паровозоремонтних майстернях була відкрита школа фабрично-заводського учнівства. У середині 1920-х років підприємство випускало щомісяця 8 відремонтованих паровозів.
1929 року завод було перейменовано на Ізюмський паровозоремонтний завод. Одночасно на заводі припиняється ремонт вагонів (їх ремонт тривав до 1929 року).
У 1930-ті роки підприємство взяло шефство над комуною «Іскра» з Ізюмського району у допомозі в ремонті сільськогосподарської техніки та проведенні культурно-освітньої роботи серед селян.
З 1932 року на Ізюмському паровозоремонтному заводі ремонтуються паровози серії ФД.
З 1936 року на заводі випускаються інструменти для всіх заводів Народного комісаріату шляхів сполучення півдня СРСР, турбогенератори для електроосвітлення паровозів та турбонасоси до водонагрівальних систем локомотивів. Наприкінці 1930-х років на заводі щорічно випускалося з ремонту близько 300-та паровозів серії ФД, ремонтувалося 2500 колісних пар, 8,5 т лиття, близько 500 т поковок. У 1940 році на заводі працювало близько 4 тис. осіб, з яких 1800 були стаханівцями.
Під час Німецько-радянської війни 1941—1945 років завод було евакуювайовано до тилу. Ешелони з обладнанням заводу та робітниками були відправлені до Уфи, Красноярська і Ташкента.
1944 року було відновлено роботу заводу, відновлювався головний паровозозбирального корпусу, і першим паровозом, який було відремонтовано на заводі того року, став танк-паровоз ЧН-4100. У Тому ж році колектив заводу у соціалістичному змаганні серед паровозоремонтних заводів СРСР завод зайняв третє місце та був нагороджений перехідним Червоним прапором Наркомату шляхів сполучення та Всесоюзної центральної ради професійних спілок, у лютому 1945 року робітники підприємства зібрали 60 тис. руб. на побудову літака «Комсомолець Північно-Донецької залізниці».
У 1947 році у головному корпусі було капітально відремонтовано 67 паровозів, з них 31 — серії ФД, а 1948 року завод досяг довоєнного рівня виробництва.
Відбувалось нарощування обсягів виробництва: так, у 1960 та 1961 роках на заводі ремонтувалося по 370 паровозів серії ФД на рік.
У 1961 році у зв'язку з початком ремонту тепловозів на заводі підприємство було перейменовано на Ізюмський тепловозоремонтний завод. З 1962 року почався ремонт тепловозів, і 17 листопада 1962 року після ремонту тепловоз ТЕЗ-2236 депо Ясинувата Донецької залізниці був обкатаний після ремонту, а 26 листопада — зданий відділу технічного контролю. 28 листопада 1962 року відбулось урочисте передання тепловоза локомотивні бригади.
Навесні 1963 року завод випустив з ремонту останній паровоз, і був перепрофільований виключно на ремонт тепловозів. Вже наступного року було відремонтовано 276 секцій тепловозів ТЕ3, а 9 травня 1966 року з заводу вийшов тисячний відремонтований тепловоз.
Протягом 1960—1970-х років завод ремонтував тепловози ТЕ3 та 2ТЕ10, пізніше — ТЕ116, проводив ремонт окремих вузлів і виготовляв запасних частин до тепловозів для локомотивних депо залізниць.

### У незалежній Україні

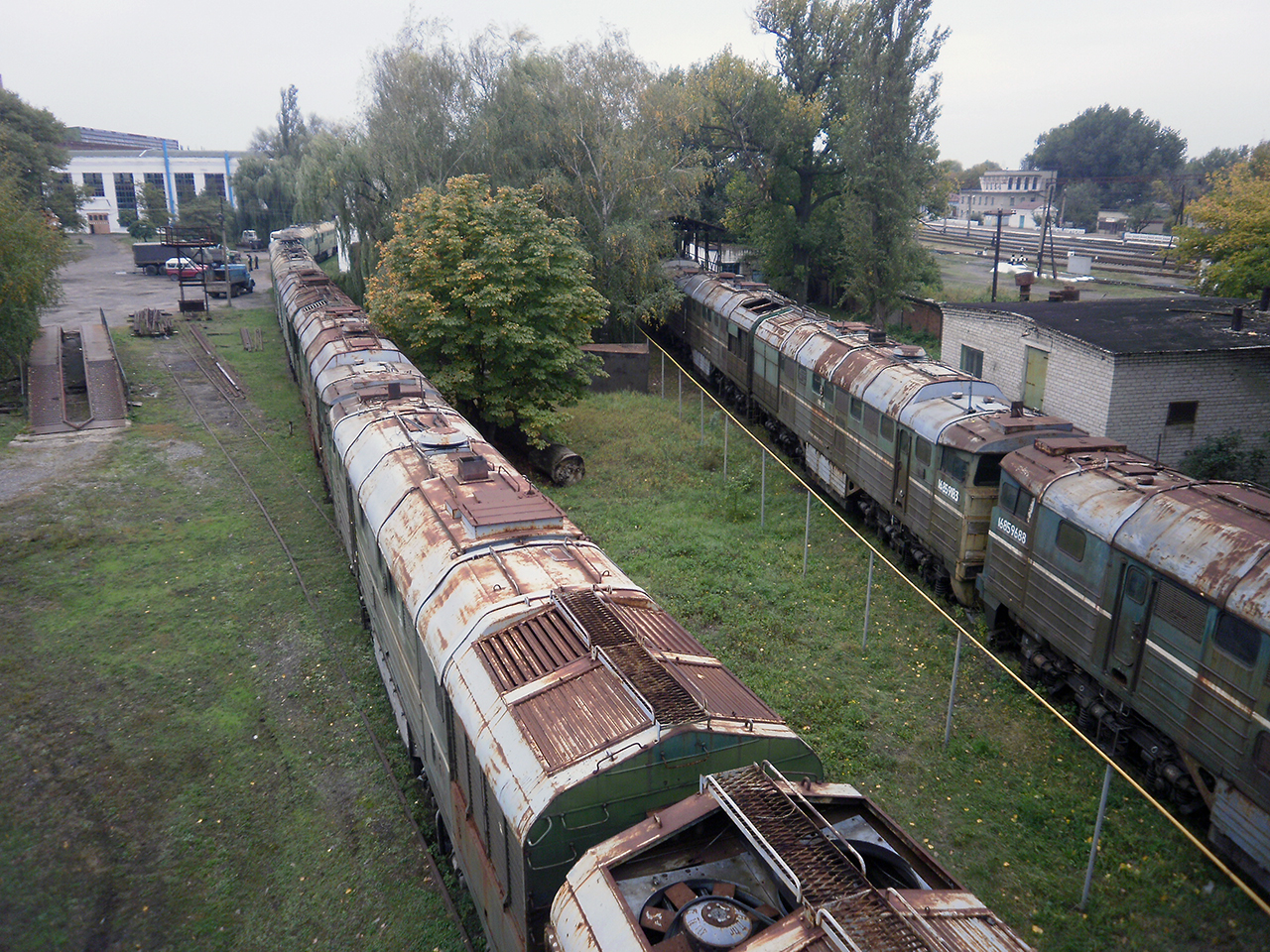
Вигляд на виробничі цехи Ізюмського тепловозоремонтного заводу

Станом на 1992 рік підприємство ремонтувало тепловози серії ТЕ, тепловозні дизелі, а також виготовляло запасні частини.

### Справа про банкрутство заводу 2008—2010 років
Проблеми на заводі почались ще 2005 року, а вже 24 липня 2008 року Господарський суд Харківської області ухвалив рішення на користь ТОВ „Торговий дім «Ізюмський тепловозоремонтний завод»“ про стягнення боргу з ВАТ «Ізюмський тепловозоремонтний завод» у розмірі близько 250 тис. грн. 13 січня 2009 року суд ухвалив постанову про порушення справи про банкрутство Ізюмського ТРЗ. Після звільнення Є. Орлова, у квітні 2009 р. колектив заводу звернувся до суду з зустрічним позовом до ТД «ІТРЗ» на суму дебіторської заборгованості у розмірі 2,5 млн грн., після чого процедура банкрутства в середині серпня 2009 року була призупинена.
1 липня 2009 року під час робочої поїздки тодішнього голови Харківської облдержадміністрації А. Авакова до Ізюмського району він запевнив робітників заводу, що підприємство запрацює.
7 липня 2009 року А. Аваков заявив, що досягнута домовленість Харківської ОДА з керівництвом Міністерства транспорту України та «Укрзалізниці» про передачу у підпорядкування останньої Ізюмського ТРЗ, проте до середини листопада 2009 року цього не сталося. Тодішнє керівництво заводу саботувало спроби порятунку підприємства.
Вже 6 серпня 2009 року виконуючим обов'язки голови Правління ВАТ «Ізюмський тепловозоремонтний завод» був призначений Віктор Сапожников, а в середині серпня 2009 року завод відвантажив першу продукцію після чотирнадятимісячного простою — колісні пари. В Остапчук, начальник Південної залізниці, заявив, що ремонт тепловозів Південної залізниці буде переорієнтовано на Ізюмський тепловозоремонтний завод.
Але 18 вересня 2009 року Господарський суд Харківської області поновив розгляд справи про банкрутство заводу, а 21 жовтня 2009 року він призначив розпорядника майна.
13 листопада 2011 року в. о. голови Правління ВАТ «Ізюмський тепловозоремонтний завод» В. Сапожников оприлюднив заяву трудового колективу підприємства. У заяві вказувалось, що колишній керівник підприємства Є. Орлов спільно з керівництвом ТОВ „Торговий дім «Ізюмський тепловозоремонтний завод»“ з 2007 року доводили підприємство до банкрутства, в результаті чого підприємству Є Орловим були нанесені збитки за рахунок фіктивних операцій були нанесені збитки на суму більше 4 млн грн.. Також за підробленими документами був проданий піонерський табір заводу. Саме підприємство потім планувалося продати. Проти Є. Орлова у лютому 2010 було порушено кримінальну справу.
3 лютого 2010 року прем'єр-міністр України Ю. Тимошенко повідомила, що Ізюмський тепловозоремонтний завод буде відновлено та включено до складу «Укрзалізниці»
4 серпня 2010 року стало відомо, що до кінця року Міністерство транспорту України має підготувати план санації ВАТ «Ізюмський тепловозоремонтний завод», а МВС — провести додаткову перевірку щодо причетності засновників та посадових осіб ТОВ „Торговий дім «Ізюмський тепловозоремонтний завод»“ до штучного створення кредиторської заборгованості ІЬРЗ та доведення його до стану банкрутства.
У жовтні 2010 року було ухвалено рішення «Укрзалізниці» та Міністерства транспорту України, що ІТРЗ стане базовим тепловозоремонтним підприємством на сході, півдні та в центрі України. Також має бути підготовлено проєкт санації підприємства.
25 листопада 2010 року стало відомо, що Господарський суд Харківської області 18 листопада постановив до 18 травня 2011 року надати суду узгоджений із комітетом кредиторів план санації. У випадку, якщо цього не буде зроблено, буде відкрито ліквідаційне провадження, але наприкінці 2010 року група кредиторів від ідеї ліквідації, і вирішила розвивати підприємство. Але до кінця травня 2011 року план санації прийнято не було.
Наприкінці 2013 — на початку 2014 року завод перейде у відання Харківської обласної державної адміністрації, яка розглядає можливість перепрофілювати його на ремонт залізничних колісних пар.

## Завод сьогодні

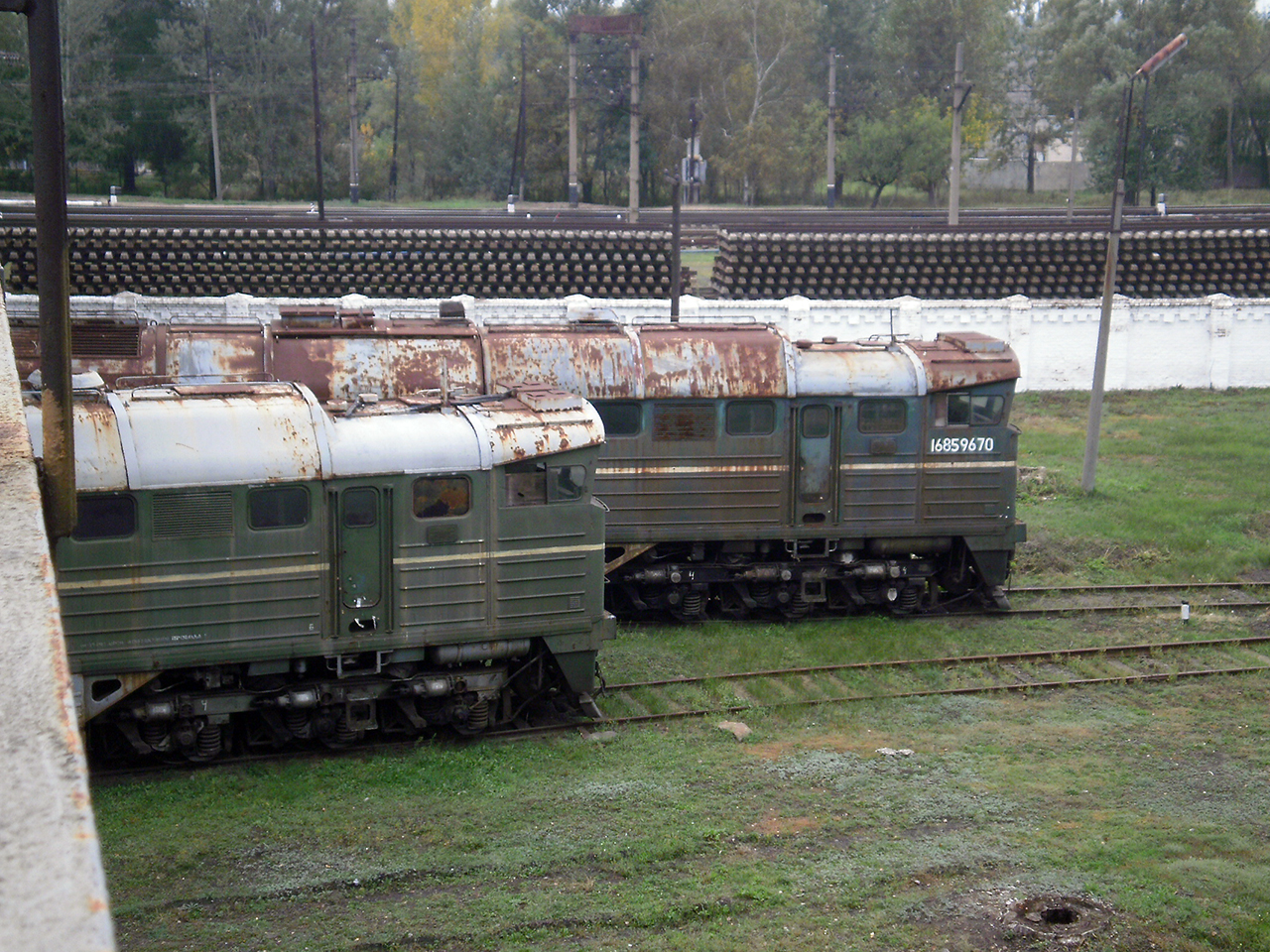
Старі 2ТЕ116 на території Ізюмського ТРЗ

Станом на кінець 2011 року завод перебував у стані санації, план якої перебуває на затвердженні в Кабінеті Міністрів України, за яким для відновлення платіжної спроможності підприємства має бути продано непрофільні активи, оптимізовано чисельності працівників, а також розвинено виробництво колісних пар і запасних частин.
18 серпня 2011 року Харківська обласна фракція КПУ оприлюднила заяву про те, що за час роботи керівника санації стан на заводі погіршився, зокрема з виплатою заборгованості по зарплаті.
Станом на кінець 2011 рік завод ремонтує тепловози серій ТЕМ2, ТЕМ7, М62, 2ТЕ10, 2ТЕ10М, 2ТЕ116.
Для тепловозів 2ТЕ10, 2ТЕ10М та 2ТЕ116 усіх модифікацій виконується капітальний ремонт усіх видів із подовженням строку служби на 20—35 років. Також виконується капітальний ремонт на нове формування колісних пар для тепловозів ТЕ10, 2ТЕ116, М62, ЧМЕ3, ТЕП70, вагонних колісних пар типу РУ1-Ш, перетяжку бандажів і ремонт буксового вузла колісних пар для електровозів ВЛ80. Проводиться ремонт двигунів дизелів 10Д100 (з 1969 року) та 5Д49 (з 1990 року), а також виробництво запасних частин для тепловозів 2ТЕ10, 2ТЕ116, ТЕП70, М62, ЧМЕ3. На заводі складають газові мотор-генератори та переобладнують на газовий цикл дизель-генератори 7Д100М для оснащення електростанцій потужностей 1000 кВт. Станом на 2020 рік цехи та інші споруди демонтовано і зруйновано.

## Керівники ІТРЗ
- Колісник Наталія (? — 19 серпня 2002[27])
- Червінський Ю.П. (в. о. ВАТ «Ізюмський тепловозоремонтний завод» (20 серпня 2002[27][28] — ?)
- Батюшин Ігор Єремійович (29 січня 2003[29] — ?)
- Орлов Євген Аркадійович (19 травня 2005 — 1 квітня 2009)[8]
- Сапожников Віктор Михайлович (в. о. голови Правління АТ «Ізюмський тепловозоремонтний завод») (6 серпня 2009[14] — 18 листопада 2010)[22]
- Кадацький Сергій (керівник санації) (18 листопада 2010 —)[22]
- Костюк Олег Григорович (керівник санації)

## Рекомендована література
- Изюмскому тепловозоремонтному — 50 лет". — Х. 1965. (рос.)